# 1994年冬季残疾人奥林匹克运动会挪威代表团
1994年冬季残疾人奥林匹克运动会挪威代表团是挪威派出的1994年冬季残疾人奥林匹克运动会代表团。获得29枚金牌、22枚银牌和13枚铜牌。